# Museumsberg
Museumsberg er et kunstmuseum i Flensborg. Museet er beliggende i et historisk parklandskab på en bakke ved siden af den indre by og består af to bygninger (Heinrich Sauermann Hus og Hans Christiansen Hus), som danner et fælles musealt område. Den ene af de to museumsbygninger er opkaldt efter den flensborgske grafiker og forfatter Hans Christiansen, som regnes for en af de førende repræsentanter for Jugendstilen.
Med et udstillingsareal på cirka 3.000 m² er Museumsberg et af de største museer i Slesvig-Holsten. Heinrich-Sauermann-Huset danner rammen for museets kulturhistoriske del med blandt andet en samling af slesvigske bondestuer og en omfattende møbelsamling. Hans-Christian-Andersen-Hus huser den kunsthistoriske del med billeder fra blandt andet Erich Heckel, Ernst Barlach og Emil Nolde. Museet giver dermed et omfattende indblik i Sydslesvigs kunst- og kulturhistorie fra 1200- til 1900-tallet. 
Parken omkring de to museumsbygninger er blevet indrettet som en engelsk have af købmand Andreas Christiansen i begyndelsen af 1800-tallet.

## Galleri
- Jürgen Ovens: Justitia
- Louis Gurlitt: Norsk vandfald
- Carl Ludwig Jessen: Dörns in Klockries / Dørns i Klokris

## Eksterne links
- Wikimedia Commons har flere filer relateret til Museumsberg
- Museumsberg Flensborg (på tysk)

54°47′8.67″N 9°25′53.97″Ø / 54.7857417°N 9.4316583°Ø